# Metilciclopropano
Metilciclopropano (C4H8) é alquil cicloalcano composto de metano e ciclopropano.

## Uso
É usado como grupo funcional em aminas terciárias.

## Reações
O metilciclopropano provê um exemplo extremo de como decresce a estabilidade de alquil cicloalcanos com o decréscimo do tamanho do anel, devido a tensão de Baeyer. Eles reagem de maneira similar aos alquenos, embora eles não reajam por meio de EA (cf. adição eletrofílica), mas com o mecanismo de reação SN2 (cf. substituição eletrofílica). Estas reações são tanto reações de ruptura de anel e clivagem de ligação externas ao anel. Dois exemplos são as reações de halogenação:
H3C-CicProp + HBr → H3C-CHBr-CH2-CH3 (rompimento de anel)
H3C-CicProp + HBr → H3C-H + Br-CicProp (clivagem de ligação)
A última reação é importante devido a clivagem do anel ciclopropil em aminas terciárias.